# Tujastenknäck
Tujastenknäck (Mycerobas carnipes) är en bergslevande asiatisk fågel i familjen finkar inom ordningen tättingar.

## Kännetecken

### Utseende
Tujastenknäck är en 22 centimeter lång gul och svart finkfågel. Hanen har matt svart huvud, stjärt, bröst och ovansida med gula spetsar på vingtäckare och tertialer samt en vit fläck på handpennorna. Buk och övergump är olivgula. Honan liknar hanen men det svarta är ersatt av sotgrått. 

### Läten
Lätet beskrivs i engelsk litteratur som ett hest och nasalt "tvaeeet-tett-re-teht" eller ett mjukare "djew-dweed". Sången inleds vanligen med det hesa lätet och övergår i pipande eller tjirpande toner.

## Utbredning och systematik
Tujastenknäck delas in i två underarter med följande utbredning:
- Mycerobas carnipes speculigerus – förekommer från nordöstra Iran och sydvästra Turkmenistan till nordvästra och östcentrala Afghanistan samt västra Pakistan (Baluchistan)
- Mycerobas carnipes carnipes – förekommer från östra och sydöstra Kazakstan (Alataw Shan och Tien Shan) söderut till östra Uzbekistan, nordöstra Afghanistan, Tadzjikistan och västra, centrala och södra Kina (centrala och södra Xinjiang, södra Inre Mongoliet, Gansu, Ningxia och nordöstra Qinghai söderut till södra Xizang, nordvästra Yunnan, södra Sichuan och södra Shaanxi); även Himalaya från norra Pakistan österut till nordöstra Indien (Arunachal Pradesh) och norra Myanmar

## Levnadssätt
Tujastenknäcken häckar i bergsbelägna enbuskage och enskogar nära eller ovan trädgränsen på mellan 2800 och 4600 meters höjd. Vintertid rör sig vissa individer nedåt till 1000-2400 meters höjd. Fågeln lever mestadels av enbär, men också kornellbär och frön från gran och rönn. Fågeln häckar monogamt mellan maj och september. Honan bygger ensam boet.

## Status och hot
Arten har ett stort utbredningsområde och en stor population med stabil utveckling och tros inte vara utsatt för något substantiellt hot. Utifrån dessa kriterier kategoriserar internationella naturvårdsunionen IUCN arten som livskraftig (LC). Världspopulationen har inte uppskattats men den beskrivs som vanlig eller lokalt vanlig.

## Namn
Tuja är ett barrträd i familjen cypressväxter som tujastenknäcken frekventererar.